# Campeonato Mundial de Atletismo em Pista Coberta de 2016 - Revezamento 4x400 m masculino
A prova dos 4 x 400 metros estafetas masculino do Campeonato Mundial de Atletismo em Pista Coberta de 2016 ocorreu entre  19 e 20 de março em Portland, nos Estados Unidos.

## Recordes
Antes desta competição, os recordes mundiais e do campeonato nesta prova eram os seguintes:
|    | Nacionalidade  | Tempo    | Local          | Data               |
| -- | -------------- | -------- | -------------- | ------------------ |
| WR | Estados Unidos | 3m 2s 13 | Sopot, Polônia | 9 de março de 2014 |
| CR | Estados Unidos | 3m 2s 13 | Sopot, Polônia | 9 de março de 2014 |

## Medalhistas
| Ouro                                                                                 | Prata                                                                  | Bronze                                                                                 |
| Estados Unidos · Kyle Clemons · Calvin Smith · Christopher Giesting · Vernon Norwood | Bahamas · Michael Mathieu · Alonzo Russell · Shavez Hart · Chris Brown | Trinidad e Tobago · Jarrin Solomon · Lalonde Gordon · Ade Alleyne-Forte · Deon Lendore |

## Resultados

### Eliminatórias
Qualificação: 2 atletas de cada bateria  (Q) mais os  2 melhores qualificados (q).  
| Colocação | Bateria | Nacionalidade     | Nome                                                                   | Tempo   | Notas |
| --------- | ------- | ----------------- | ---------------------------------------------------------------------- | ------- | ----- |
| 1         | 2       | Estados Unidos    | Elvyonn Bailey, Calvin Smith Jr., Christopher Giesting, Patrick Feeney | 3:05.41 | Q     |
| 2         | 2       | Jamaica           | Ricardo Chambers, Dane Hyatt, Demish Gaye, Nathon Allen                | 3:07.30 | Q, SB |
| 3         | 1       | Bélgica           | Dylan Borlée, Jonathan Borlée, Robin Vanderbemden, Kévin Borlée        | 3:07.39 | Q, SB |
| 4         | 1       | Bahamas           | Michael Mathieu, Shavez Hart, Ashley Riley, Chris Brown                | 3:07.55 | Q, SB |
| 5         | 1       | Trinidad e Tobago | Rondel Sorrillo, Jarrin Solomon, Ade Alleyne-Forte, Machel Cedenio     | 3:07.83 | q, SB |
| 6         | 2       | Nigéria           | Chidi Okezie, Noah Akwu, Abiola Onakoya, Isah Salihu                   | 3:07.98 | q, SB |
| 7         | 1       | África do Sul     | Thapelo Phora, Ofentse Mogawane, Jon Seeliger, Shaun de Jager          | 3:08.45 | NR    |

### Final
A final ocorreu dia 20 de março. 
| Colocação         | Nacionalidade     | Nome                                                                  | Tempo   | Notas |
| ----------------- | ----------------- | --------------------------------------------------------------------- | ------- | ----- |
| Medalha de ouro   | Estados Unidos    | Kyle Clemons, Calvin Smith Jr., Christopher Giesting, Vernon Norwood  | 3:02.45 | WL    |
| Medalha de prata  | Bahamas           | Michael Mathieu, Alonzo Russell, Shavez Hart, Chris Brown             | 3:04.75 | NR    |
| Medalha de bronze | Trinidad e Tobago | Jarrin Solomon, Lalonde Gordon, Ade Alleyne-Forte, Deon Lendore       | 3:05.51 | NR    |
| 4                 | Jamaica           | Ricardo Chambers, Dane Hyatt, Demish Gaye, Fitzroy Dunkley            | 3:06.02 | SB    |
| 5                 | Nigéria           | Noah Akwu, Chidi Okezie, Abiola Onakoya, Samson Oghenewegba Nathaniel | 3:08.55 |       |
| 6                 | Bélgica           | Dylan Borlée, Jonathan Borlée, Robin Vanderbemden, Kévin Borlée       | 3:09.71 |       |

Legenda
| Recorde mundial       | Recorde mundial (World record)               |                       | Recorde africano                      | Recorde africano (African) |                                           | Q | Classificado por posição (Qualified) |
| Recorde do campeonato | Recorde do campeonato (Championship record)  | Recorde da América    | Recorde da América (Americas)         | q                          | Classificado por melhor tempo (Qualified) |   |                                      |
| Melhor marca do ano   | Melhor marca do ano (World leading)          | Recorde asiático      | Recorde asiático (Asian)              | DNS                        | Não largou (Did not start)                |   |                                      |
| Recorde nacional      | Recorde nacional (National record)           | Recorde europeu       | Recorde europeu (European)            | DNF                        | Não terminou (Did not finish)             |   |                                      |
| Recorde pessoal       | Recorde pessoal do atleta (Personal best)    | Recorde da Oceania    | Recorde da Oceania (Oceania)          | DSQ / DQ                   | Desclassificado (Disqualified)            |   |                                      |
| Recorde da temporada  | Recorde da temporada do atleta (Season best) | Recorde sul-americano | Recorde sul-americano (South America) | NM                         | Sem marca (No mark)                       |   |                                      |